# Ivan Golac
Ivan Golac (in serbo Иван Голац?; Koprivnica, 15 giugno 1950) è un allenatore di calcio ed ex calciatore croato, di ruolo difensore.

## Carriera

### Giocatore

#### Club
Ha giocato nella prima divisione jugoslava ed in quella inglese.

#### Nazionale
Il suo unico match con la casacca Jugoslavia risale al 24 febbraio 1976 in occasione dell'amichevole in esterna vinta 2-1 in trasferta contro l'Algeria.

### Allenatore
Nella stagione 1993-1994 ha vinto una Coppa di Scozia alla guida del Dundee Utd.

## Statistiche

### Cronologia presenze e reti in nazionale
| Cronologia completa delle presenze e delle reti in nazionale ― Jugoslavia | Cronologia completa delle presenze e delle reti in nazionale ― Jugoslavia | Cronologia completa delle presenze e delle reti in nazionale ― Jugoslavia | Cronologia completa delle presenze e delle reti in nazionale ― Jugoslavia | Cronologia completa delle presenze e delle reti in nazionale ― Jugoslavia | Cronologia completa delle presenze e delle reti in nazionale ― Jugoslavia | Cronologia completa delle presenze e delle reti in nazionale ― Jugoslavia | Cronologia completa delle presenze e delle reti in nazionale ― Jugoslavia |
| Data                                                                      | Città                                                                     | In casa                                                                   | Risultato                                                                 | Ospiti                                                                    | Competizione                                                              | Reti                                                                      | Note                                                                      |
| ------------------------------------------------------------------------- | ------------------------------------------------------------------------- | ------------------------------------------------------------------------- | ------------------------------------------------------------------------- | ------------------------------------------------------------------------- | ------------------------------------------------------------------------- | ------------------------------------------------------------------------- | ------------------------------------------------------------------------- |
| 24-2-1976                                                                 | Algeri                                                                    | Algeria                                                                   | 1 – 2                                                                     | Jugoslavia                                                                | Amichevole                                                                | -                                                                         |                                                                           |
| Totale                                                                    |                                                                           | Presenze                                                                  | 1                                                                         |                                                                           | Reti                                                                      | 0                                                                         |                                                                           |

## Palmarès

### Giocatore

#### Competizioni nazionali
- Campionato jugoslavo: 2

Partizan: 1975-1976, 1977-1978

### Allenatore

#### Competizioni nazionali
- Coppa di Scozia: 1

Dundee United: 1993-1994